# Naftohas
NAK Naftohas Ukrajiny (ukrainisch НАК Нафтогаз України, russisch Нафтогаз Украины, Naftogaz Ukrainy) ist der staatliche ukrainische Energiekonzern und im Öl- und Gasmarkt tätig. Naftogaz beschäftigt ca. 170.000 Angestellte und erwirtschaftet nach Regierungsangaben 1/8 des BIP der Ukraine.
International ist die vom Unternehmen selbst verwendete, auf der russischen Aussprache basierende, Transkription Naftogaz gebräuchlich. Im deutschen Sprachraum wird z. T. auch die Transkription Naftogas benutzt. Der Name setzt sich aus den ukrainischen Wörtern für „Öl“ (Naphta) und „Gas“ ukrainisch Газ Haz zusammen.
Die Gesellschaft firmiert als Aktiengesellschaft (ukrainische Abkürzung: NAK).

## Geschichte
In den innenpolitischen Auseinandersetzungen der Ukraine spielt Naftogaz eine wichtige Rolle.
Im Jahr 2011 kündigte Jurij Bojko, der ukrainische Minister für Brennstoffe und Energiewirtschaft, die rasche Umstrukturierung und nachfolgende Privatisierung von Naftogaz an. Dieser Schritt soll dem Budget der Ukraine zwischen 10 und 12 Milliarden US-Dollar zuführen.
Am 21. März 2014 wurde der CEO Jewgen Bakulin durch die ukrainischen Justizbehörden wegen Korruptionsverdachts festgenommen. Bakulin soll umgerechnet mindestens 2,9 Milliarden Euro veruntreut haben. Die Ermittlungsbehörde durchsuchte auch den Firmensitz in Kiew.
Am 19. Juni 2015 drohte der Minister für Ökologie und Naturressourcen Ihor Schewtschenko, Ukrnafta zu verkaufen, wenn 5 Mrd. Hrywnja Steuerschulden nicht innerhalb einer Woche gezahlt werden.
Am 24. Februar 2022 begann auf Befehl des russischen Präsidenten Putin der russische Überfall auf die Ukraine. 
Am 12. Juli 2022 hat der Vorstandsvorsitzende von Naftohaz, Jurij Witrenko, einen Finanzbedarf von 7,6 Milliarden Euro für zusätzliche Gaseinkäufe reklamiert, um die Erdgasspeicher mit 19 Milliarden Kubikmetern Gas zu füllen und die Ukraine so 'winterfest' zu machen. Am gleichen Tag bat Naftohaz die internationalen Kreditgeber, einem zweijährigen Zahlungsmoratorium für Tilgung und Zinszahlungen auf laufende Anleihen zuzustimmen – auch für die Zahlungen, die in den nächsten Tagen fällig werden.

## Tätigkeit des Konzerns
Der Konzern beschäftigt sich mit:
- Förderung von Gas und Öl
- Bereitstellung und Betrieb von Gas-Pipelines und Speichern
- Handel mit Erdgas
- Unterhalt von Transit-Gas-Pipelines
- Bereitstellung von Öl-Pipelines
- Betrieb von Erdölraffinerien

## Tochtergesellschaften und Beteiligungen
Förderung:
- Ukrgasproduction
- Ukrnafta (50 % + 1)
- Tschornomornaftohas

Transport:
- Ukrtransgaz
- Ukrtransnafta
- Ukrspetstransgaz

Vertrieb:
- Gas of Ukraine
- Ukravtogaz
- weitere Gesellschaften

## Gasstreit mit Gazprom
Naftohas ist im russisch-ukrainischen Gasstreit der Verhandlungspartner bzw. häufig der Kontrahent des russischen Konzerns Gazprom.
Kurz nach dem Machtwechsel in der Ukraine im Zuge der Euromaidan-Proteste, der Annexion der Krim 2014 und dem Beginn des russisch-ukrainischen Kriegs brach zwischen Naftohas und Gazprom ein neuer Gasstreit aus. Anfang April 2014 erklärte der Vorstandsvorsitzende von Gazprom, Alexei Miller, Naftohas müsse seine „bei Russland aufgelaufenen Schulden“ in Höhe von etwa 1,6 Milliarden Euro umgehend begleichen. Am 12. April 2014 erklärte der neue CEO des Unternehmens, Andrij Kobolew, Naftohas stelle die Zahlungen an Russland vorerst ein. Die von der russischen Seite geforderten neuen Preise seien nicht marktkonform, ungerechtfertigt und inakzeptabel.
Im Sommer 2014 legten beide Konzerne Beschwerde beim Schiedsgericht der Handelskammer Schweden in Stockholm ein. Naftohas forderte, dass der Gaspreis dem marktüblichen Niveau angepasst wird und das bisherige überschüssige Zahlungen rückerstattet werden. Die Ukraine muss für russisches Gas europaweit den höchsten Preis zahlen. Außerdem solle Gazprom für den Transit von russischem Gas durch die Ukraine nachzahlen. Gazprom hingegen verlangte, dass Naftohas 80 Milliarden US-Dollar für Gas zahlt, welches von den Ukrainern nicht abgenommen wurde. Anstelle eines Importvolumens von jährlich 52 Milliarden Kubikmeter Gas, kam die Ukraine 2016 mit elf Milliarden Kubikmeter Gas aus, wobei seit Herbst 2015 auch dieses Gas nicht mehr in Russland gekauft, sondert über Reverse-Flow aus EU-Ländern importiert wird. Gazprom bestand trotzdem auf der Einhaltung der sogenannten Take-or-Pay-Klausel: Wenn der Käufer eine festgelegte Menge nicht abnimmt, muss er sie trotzdem bezahlen. Außerdem solle Naftohas das Gas bezahlen, das Gazprom direkt an die von Russland besetzen Gebiete in der Ostukraine liefert.
Am 31. Mai 2017 entschied das Gericht in einem Grundsatzurteil, dass Gazprom die Take-or-Pay-Klausel nicht geltend machen kann. Gazprom habe somit keinen Anspruch auf die Bezahlung von Gas, das die Ukraine nicht abgenommen hat. Laut Naftohas habe das Gericht außerdem der ukrainischen Forderung stattgegeben, die Gaspreise neu zu verhandeln. In einem abschließenden Urteil am 28. Februar 2018 gab das Schiedsgericht in Stockholm in praktisch allen Punkten Naftogaz recht. Nach Aufrechnung aller zuerkannten Forderungen muss Gazprom 2,56 Mrd. US-Dollar an Naftohas zahlen.
Gazprom kündigte am Tag nach dem endgültigen Urteil seinen Plan an, die Ukraine im März 2018 nicht mit Gas zu beliefern, obwohl Naftohas für die ausstehende Lieferung bereits bezahlt hatte und eine europaweite Kältewelle die Ukraine stark traf. Die Ukraine musste daraufhin den Wärmeverbrauch um 5–10 Prozent reduzieren und Gas aus Europa kaufen. Die Märzlieferung hätte den ersten Direktimport russischen Gases seit November 2015 dargestellt. Später erklärte Russland, es wolle alle Gaslieferungen an die Ukraine für eine unbestimmte Zeit einstellen und aus bestehenden Verträgen aussteigen. Die Ukraine wich auf Lieferungen aus Polen aus. „Dank unserer polnischen Partner ist ein erneuter Versuch Moskaus fehlgeschlagen, Gas als politische Waffe gegen die Ukraine zu nutzen“, sagte Naftogaz-Chef Kobolew. Die Regierung empfahl zudem, Kindergärten, Schulen und Hochschulen für fünf Tage zu schließen, um während der Kälteperiode Gas zu sparen. Die Naftohas-Tochter Ukrtransgaz berichtete von einem Druckabfall bei dem von Russland gelieferten Transitgas.